# Matijus Remeikis
Matijus Remeikis (Alytus, 28 de marzo de 2003) es un futbolista lituano que juega en la demarcación de defensa para el PFC Botev Plovdiv de la Primera Liga de Bulgaria.

## Selección nacional
Hizo su debut con la selección de fútbol de Lituania el 10 de septiembre de 2023 en un partido de clasificación para la Eurocopa 2024 contra Serbia que finalizó con un resultado de 1-3 a favor del combinado serbio tras el gol de Gytis Paulauskas para Lituania, y un triplete de Aleksandar Mitrović para Serbia.

## Clubes
| Club              | País     | Año       | Partidos | Goles |
| ----------------- | -------- | --------- | -------- | ----- |
| FK Panevėžys      | Lituania | 2020-2024 | 84       | 1     |
| PFC Botev Plovdiv | Bulgaria | 2024-     | 15       | 0     |